# ناو کلاس نورث‌امپتون
کروزر کلاس نورسامپتون (به انگلیسی: Northampton-class cruiser) یک کلاس از کشتی است که طول آن ۶۰۰ فوت ۳ اینچ (۱۸۲٫۹۶ متر) می‌باشد.